# Windhorst (Warpe)
Windhorst (plattdeutsch Windhöst) ist ein Ortsteil der Gemeinde Warpe im Landkreis Nienburg/Weser in Niedersachsen (Deutschland).

## Geografie
Windhorst liegt 19 km nordwestlich der Kreisstadt Nienburg/Weser an der Bundesstraße 6 zwischen Bremen (49 km) und Hannover (67 km).
Das Dorf Windhorst, mit dem Weiler Burdorf, ist 4,44 km² groß und hat ca. 200 Einwohner.

## Geschichte
Der Ort Windhorst entstand ab etwa 1200 durch Besiedlung vom Nachbarort Warpe her. Burdorf ist einige hundert Jahre älter. Um 1740 wurde Windhorst von Warpe getrennt und wurde ein selbstständiges Dorf. Von 1706 bis 1968 gab es eine Schule in Windhorst. Seit der Gemeindereform, die am 1. März 1974 in Kraft trat, ist Windhorst ein Ortsteil der Gemeinde Warpe. 1990 bis 2004 lebte der ehemalige Bremer Senator Horst Werner Franke in Windhorst.